# Tour de France 2022/9. Etappe
Die 9. Etappe der Tour de France 2022 fand am 10. Juli 2022 statt und führte die Fahrer über die Alpen von der Schweiz zurück nach Frankreich. Nach dem Start in Aigle standen 192,9 Kilometer auf dem Programm, ehe die Fahrer bei Châtel auf 1297 m das Ziel erreichten. Nach der Zielankunft hatten die Fahrer insgesamt 1498,3 Kilometer absolviert, was 44,7 % der Gesamtdistanz der Rundfahrt entsprach.
Am anschließenden Montag, dem 11. Juli wurde der zweite Ruhetag der 109. Austragung des französischen Etappenrennens in Morzine abgehalten.

## Streckenführung
Der neutralisierte Start erfolgte in Aigle auf der N11. Anschließend verließen die Fahrer die Kleinstadt und passierten das Centre Mondial du Cyclisme, den Sitz des Radsportweltverbands UCI. Danach führte die Strecke auf die N21, wo das Rennen bei Vionnaz freigegeben wurde.
Auf direktem Weg gelangten die Fahrer anschließend zum Genfersee, wo sie dem Nordufer für rund 20 Kilometer bis Bourg-en-Lavaux folgten. In diesem Streckenabschnitt wurde das Schloss Chillon passiert und Montreux sowie Vevey durchfahren. Nach Bourg-en-Lavaux verließen die Fahrer das Ufer des Genfersees und fuhren bergauf zur Côte de Bellevue (570 m), einer Bergwertung der 4. Kategorie, die nach 37,1 Kilometern überquert wird. Anschließend führt die Strecke in Richtung Norden nach Semsales, wo nach 56,5 Kilometern ein Zwischensprint ausgefahren wurde. Nach Bulle folgten die Fahrer der Saane flussaufwärts in die Freiburger Voralpen. Allmählich begann die Straße anzusteigen und führte auf den Col des Mosses (1445 m), einen Anstieg der 2. Kategorie. Dieser wurde nach 108,5 Kilometern überquert und wies über seine Länge von 13,3 Kilometern eine durchschnittliche Steigung von 4,1 % auf. Nach einer kurzen Abfahrt folgte in Ormont-Dessous ein weiterer Anstieg, der über Les Diablerets auf den Col de la Croix (1778 m) führte. Dieser führte mit 7,6 % im Schnitt über 8,1 Kilometer und wurde nach 131,8 Kilometern überquert. Nun folgte eine lange Abfahrt über Villars-sur-Ollon zurück zum Startort Aigle. Erneut passierten die Fahrer das Centre Mondial du Cyclisme, bogen aber anschließend links ab und fuhren das Rhonetal stromaufwärts nach Monthey, wo der letzte Anstieg des Tages in Angriff genommen wurde.
9,8 Kilometer vor dem Ziel überquerten die Fahrer mit dem Pas de Morgins (1377 m) einen Anstieg der 1. Kategorie. Auf den ersten rund elf Kilometern wies der Pass eine durchschnittliche Steigung von rund 7 % auf, ehe er auf den letzten vier Kilometern abflachte. Insgesamt wies er auf seiner Länge von 15,4 Kilometern eine durchschnittliche Steigung von 6,1 % auf. Nachdem die Kuppe erreicht war, folgte eine sechs Kilometer lange Abfahrt nach Châtel. Hier bogen die Fahrer links ab und nahmen die letzten vier Kilometer in Angriff, die leicht bergauf zum Ziel bei der Skistation Pré-la-Joux auf einer Höhe von 1297 Metern führten. Offiziell betitelt wurde die Zielankunft werbehalber als Châtel les Portes du Soleil nach dem Namen eines grenzübergreifenden Skigebiets.
|                            | Ort                         | Kilometer | Länge (km) | Höhe (m) | Ø Steigung |
| -------------------------- | --------------------------- | --------- | ---------- | -------- | ---------- |
| neutralisierter Start      | Aigle                       |           |            |          |            |
| offizieller Start          | Vionnaz                     | 0         |            |          |            |
| Bergwertung (4. Kategorie) | Côte de Bellevue            | 037,1     | 04,3       | 0570     | 4,0 %      |
| Zwischensprint             | Semsales                    | 056,5     |            |          |            |
| Bergwertung (2. Kategorie) | Col des Mosses              | 108,5     | 13,3       | 1445     | 4,1 %      |
| Bergwertung (1. Kategorie) | Col de la Croix             | 131,8     | 08,1       | 1778     | 7,6 %      |
| Bergwertung (1. Kategorie) | Pas de Morgins              | 183,1     | 15,4       | 1377     | 6,1 %      |
| Ziel                       | Châtel les Portes du Soleil | 192,9     |            |          |            |

## Rennverlauf
Mit Guillaume Martin (Cofidis) musste bereits vor dem Start der dritte Fahrer die Rundfahrt wegen eines positiven Covid-Tests verlassen. Martin hatte mit rund drei Minuten Rückstand auf Tadej Pogačar (UAE Team Emirates) an 14. Position in der Gesamtwertung gelegen. Außerdem verließen Kasper Asgreen (Quick-Step Alpha Vinyl Team) infolge einer Knieverletzung und Ruben Guerreiro (EF Education-EasyPost) krankheitsbedingt die Tour.
Es dauerte eine Stunde, bis sich eine Ausreißergruppe bilden konnte. Diese umfasste nicht weniger als 21 Fahrer aus 17 Mannschaften, darunter Wout van Aert im Grünen Trikot, der ohne Widerstand als Erster durch den Zwischensprint rollte. Die Gruppe, deren Vorsprung sich bei etwas über drei Minuten einpendelte, arbeitete gut zusammen, nur die Bergwertung am Col des Mosses wurde ausgesprintet und ging an Pierre Latour (TotalEnergies). Am Col de la Croix setzte sich Simon Geschke (Cofidis) vor Bob Jungels (AG2R Citroën Team) durch und übernahm dadurch die Führung im Bergtrikot.
Jungels setzte sich nach dem Col de la Croix vom Rest der Ausreißer ab und ging mit zweieinhalb Minuten Vorsprung in den Anstieg zum Pas de Morgins. Die Verfolger ließen sich bis oberhalb von Troistorrents Zeit, bevor sich Thibaut Pinot (Groupama-FDJ) auf die Suche nach Jungels machte. Er überquerte den Pas de Morgins 20 Sekunden nach Jungels, während Jonathan Castroviejo (Ineos Grenadiers) und Carlos Verona (Movistar Team) etwa 25 Sekunden hinter ihm folgten. Das Peloton unter Führung von UAE Team Emirates begnügte sich, seinen Rückstand in Grenzen zu halten. Auf diese Weise schaffte es Geschke, der sich verbissen vorm Peloton hielt, als Fünfter über den Pas de Morgins zu kommen und sein Bergtrikot vor Jungels zu retten. Auf den letzten Kilometern von Châtel zum Ziel plafonierten die Verfolger, und Jungels gewann die Etappe. Castroviejo und Verona komplettierten das Podium, während Pinot die Rote Rückennummer verliehen bekam.
Im Hauptfeld kam es noch zum Sprint, wodurch Tadej Pogačar und Jonas Vingegaard (beide Jumbo-Visma) drei Sekunden auf die meisten anderen Favoriten holten. Der Zehnte des Klassements, Dani Martínez (Ineos Grenadiers), der im Frühjahr die Baskenland-Rundfahrt gewonnen hatte, war am Pas de Morgins früh abgehängt worden und verlor 16 Minuten.

## Ergebnis
| \| Etappenergebnis \| Etappenergebnis \| Etappenergebnis \| Etappenergebnis \| Etappenergebnis \| \| Fahrer \| Fahrer \| Land \| Team \| Zeit \| \| --------------- \| -------------------- \| ---------------------- \| ----------------- \| --------------- \| \| 1. \| Bob Jungels \| Luxemburg \| AG2R Citroën Team \| 4 h 46 min 39 s \| \| 2. \| Jonathan Castroviejo \| Spanien \| Ineos Grenadiers \| + 22 s \| \| 3. \| Carlos Verona \| Spanien \| Movistar Team \| + 26 s \| \| 4. \| Thibaut Pinot \| Frankreich \| Groupama-FDJ \| + 40 s \| \| 5. \| Tadej Pogačar \| Slowenien \| UAE Team Emirates \| + 49 s \| \| 6. \| Jonas Vingegaard \| Dänemark \| Jumbo-Visma \| + 49 s \| \| 7. \| Geraint Thomas \| Vereinigtes Königreich \| Ineos Grenadiers \| + 52 s \| \| 8. \| Adam Yates \| Vereinigtes Königreich \| Ineos Grenadiers \| + 52 s \| \| 9. \| Enric Mas \| Spanien \| Movistar Team \| + 52 s \| \| 10. \| Nairo Quintana \| Kolumbien \| Arkéa-Samsic \| + 52 s \| |                      |                        |                   |                 |
| |                      |                        |                   |                 |
| Quelle: ProCyclingStats |                      |                        |                   |                 |
| Etappenergebnis |                      |                        |                   |                 |
| Fahrer | Fahrer               | Land                   | Team              | Zeit            |
| 1. | Bob Jungels          | Luxemburg              | AG2R Citroën Team | 4 h 46 min 39 s |
| 2. | Jonathan Castroviejo | Spanien                | Ineos Grenadiers  | + 22 s          |
| 3. | Carlos Verona        | Spanien                | Movistar Team     | + 26 s          |
| 4. | Thibaut Pinot        | Frankreich             | Groupama-FDJ      | + 40 s          |
| 5. | Tadej Pogačar        | Slowenien              | UAE Team Emirates | + 49 s          |
| 6. | Jonas Vingegaard     | Dänemark               | Jumbo-Visma       | + 49 s          |
| 7. | Geraint Thomas       | Vereinigtes Königreich | Ineos Grenadiers  | + 52 s          |
| 8. | Adam Yates           | Vereinigtes Königreich | Ineos Grenadiers  | + 52 s          |
| 9. | Enric Mas            | Spanien                | Movistar Team     | + 52 s          |
| 10. | Nairo Quintana       | Kolumbien              | Arkéa-Samsic      | + 52 s          |

## Gesamtstände
| \| Gesamtwertung \| Gesamtwertung \| Gesamtwertung \| Gesamtwertung \| Gesamtwertung \| \| Fahrer \| Fahrer \| Land \| Team \| Zeit \| \| ------------- \| ---------------- \| ---------------------- \| --------------------- \| ---------------- \| \| 1. \| Tadej Pogačar \| Slowenien \| UAE Team Emirates \| 33 h 43 min 44 s \| \| 2. \| Jonas Vingegaard \| Dänemark \| Jumbo-Visma \| + 39 s \| \| 3. \| Geraint Thomas \| Vereinigtes Königreich \| Ineos Grenadiers \| + 1 min 17 s \| \| 4. \| Adam Yates \| Vereinigtes Königreich \| Ineos Grenadiers \| + 1 min 25 s \| \| 5. \| David Gaudu \| Frankreich \| Groupama-FDJ \| + 1 min 38 s \| \| 6. \| Romain Bardet \| Frankreich \| Team DSM \| + 1 min 39 s \| \| 7. \| Thomas Pidcock \| Vereinigtes Königreich \| Ineos Grenadiers \| + 1 min 46 s \| \| 8. \| Enric Mas \| Spanien \| Movistar Team \| + 1 min 50 s \| \| 9. \| Neilson Powless \| Vereinigte Staaten \| EF Education-EasyPost \| + 1 min 55 s \| \| 10. \| Nairo Quintana \| Kolumbien \| Arkéa-Samsic \| + 2 min 13 s \| |                  |                        |                       |                  |
| |                  |                        |                       |                  |
| Quelle: ProCyclingStats |                  |                        |                       |                  |
| Gesamtwertung |                  |                        |                       |                  |
| Fahrer | Fahrer           | Land                   | Team                  | Zeit             |
| 1. | Tadej Pogačar    | Slowenien              | UAE Team Emirates     | 33 h 43 min 44 s |
| 2. | Jonas Vingegaard | Dänemark               | Jumbo-Visma           | + 39 s           |
| 3. | Geraint Thomas   | Vereinigtes Königreich | Ineos Grenadiers      | + 1 min 17 s     |
| 4. | Adam Yates       | Vereinigtes Königreich | Ineos Grenadiers      | + 1 min 25 s     |
| 5. | David Gaudu      | Frankreich             | Groupama-FDJ          | + 1 min 38 s     |
| 6. | Romain Bardet    | Frankreich             | Team DSM              | + 1 min 39 s     |
| 7. | Thomas Pidcock   | Vereinigtes Königreich | Ineos Grenadiers      | + 1 min 46 s     |
| 8. | Enric Mas        | Spanien                | Movistar Team         | + 1 min 50 s     |
| 9. | Neilson Powless  | Vereinigte Staaten     | EF Education-EasyPost | + 1 min 55 s     |
| 10. | Nairo Quintana   | Kolumbien              | Arkéa-Samsic          | + 2 min 13 s     |

| Punktewertung | Punktewertung       | Punktewertung | Punktewertung          | Punktewertung |
| Fahrer        | Fahrer              | Land          | Team                   | Punkte        |
| ------------- | ------------------- | ------------- | ---------------------- | ------------- |
| 1.            | Wout van Aert       | Belgien       | Jumbo-Visma            | 284 P.        |
| 2.            | Fabio Jakobsen      | Niederlande   | Quick-Step Alpha Vinyl | 149 P.        |
| 3.            | Tadej Pogačar       | Slowenien     | UAE Team Emirates      | 139 P.        |
| 4.            | Jasper Philipsen    | Belgien       | Alpecin-Deceuninck     | 102 P.        |
| 5.            | Christophe Laporte  | Frankreich    | Jumbo-Visma            | 97 P.         |
| 6.            | Magnus Cort Nielsen | Dänemark      | EF Education-EasyPost  | 86 P.         |
| 7.            | Peter Sagan         | Slowakei      | TotalEnergies          | 86 P.         |
| 8.            | Michael Matthews    | Australien    | BikeExchange-Jayco     | 68 P.         |
| 9.            | Simon Clarke        | Australien    | Israel-Premier Tech    | 67 P.         |
| 10.           | Jonas Vingegaard    | Dänemark      | Jumbo-Visma            | 66 P.         |

| Bergwertung | Bergwertung         | Bergwertung | Bergwertung           | Bergwertung |
| Fahrer      | Fahrer              | Land        | Team                  | Punkte      |
| ----------- | ------------------- | ----------- | --------------------- | ----------- |
| 1.          | Simon Geschke       | Deutschland | Cofidis               | 19 P.       |
| 2.          | Bob Jungels         | Luxemburg   | AG2R Citroën Team     | 18 P.       |
| 3.          | Thibaut Pinot       | Frankreich  | Groupama-FDJ          | 14 P.       |
| 4.          | Magnus Cort Nielsen | Dänemark    | EF Education-EasyPost | 11 P.       |
| 5.          | Tadej Pogačar       | Slowenien   | UAE Team Emirates     | 10 P.       |
| 6.          | Jonas Vingegaard    | Dänemark    | Jumbo-Visma           | 8 P.        |
| 7.          | Pierre Latour       | Frankreich  | TotalEnergies         | 7 P.        |
| 8.          | Carlos Verona       | Spanien     | Movistar Team         | 7 P.        |
| 9.          | Primož Roglič       | Slowenien   | Jumbo-Visma           | 6 P.        |
| 10.         | Hugo Houle          | Kanada      | Israel-Premier Tech   | 6 P.        |

| Nachwuchswertung | Nachwuchswertung   | Nachwuchswertung       | Nachwuchswertung                   | Nachwuchswertung |
| Fahrer           | Fahrer             | Land                   | Team                               | Zeit             |
| ---------------- | ------------------ | ---------------------- | ---------------------------------- | ---------------- |
| 1.               | Tadej Pogačar      | Slowenien              | UAE Team Emirates                  | 33 h 43 min 44 s |
| 2.               | Thomas Pidcock     | Vereinigtes Königreich | Ineos Grenadiers                   | + 1 min 46 s     |
| 3.               | Brandon McNulty    | Vereinigte Staaten     | UAE Team Emirates                  | + 7 min 25 s     |
| 4.               | Matteo Jorgenson   | Vereinigte Staaten     | Movistar Team                      | + 28 min 08 s    |
| 5.               | Andreas Leknessund | Norwegen               | Team DSM                           | + 30 min 03 s    |
| 6.               | Kevin Geniets      | Luxemburg              | Groupama-FDJ                       | + 32 min 37 s    |
| 7.               | Georg Zimmermann   | Deutschland            | Intermarché-Wanty-Gobert Matériaux | + 43 min 14 s    |
| 8.               | Jasper Philipsen   | Belgien                | Alpecin-Deceuninck                 | + 46 min 39 s    |
| 9.               | Andreas Kron       | Dänemark               | Lotto-Soudal                       | + 47 min 13 s    |
| 10.              | Michael Storer     | Australien             | Groupama-FDJ                       | + 49 min 01 s    |

| Mannschaftswertung | Mannschaftswertung    | Mannschaftswertung           | Mannschaftswertung |
| Team               | Team                  | Land                         | Zeit               |
| ------------------ | --------------------- | ---------------------------- | ------------------ |
| 1.                 | Ineos Grenadiers      | Vereinigtes Königreich       | 101 h 14 min 46 s  |
| 2.                 | Jumbo-Visma           | Niederlande                  | + 1 min 04 s       |
| 3.                 | UAE Team Emirates     | Vereinigte Arabische Emirate | + 9 min 55 s       |
| 4.                 | Groupama-FDJ          | Frankreich                   | + 11 min 16 s      |
| 5.                 | Bora-Hansgrohe        | Deutschland                  | + 12 min 57 s      |
| 6.                 | AG2R Citroën Team     | Frankreich                   | + 27 min 59 s      |
| 7.                 | EF Education-EasyPost | Vereinigte Staaten           | + 29 min 51 s      |
| 8.                 | Bahrain Victorious    | Bahrain                      | + 31 min 23 s      |
| 9.                 | Movistar Team         | Spanien                      | + 38 min 10 s      |
| 10.                | Arkéa-Samsic          | Frankreich                   | + 38 min 25 s      |

## Ausgeschiedene Fahrer
Die folgenden Fahrer sind aus der Tour ausgeschieden:
- Kasper Asgreen (Quick-Step Alpha Vinyl Team): wegen Kniebeschwerden nicht gestartet
- Guillaume Martin (Cofidis): wegen positivem Corona-Test nicht gestartet
- Ruben Guerreiro (EF Education-EasyPost): wegen Erkrankung nicht gestartet